# مارك واتسون (نحات)
مارك واتسون (بالإنجليزية: Mark Watson)‏ هو نحات أمريكي، ولد في 1949.